# Asheum curticaudatum
Asheum curticaudatum är en tvåvingeart som först beskrevs av Rempel 1939.  Asheum curticaudatum ingår i släktet Asheum och familjen fjädermyggor. Inga underarter finns listade i Catalogue of Life.